# Piercia kennedyi
Piercia kennedyi là một loài bướm đêm trong họ Geometridae.